# 陳隆志

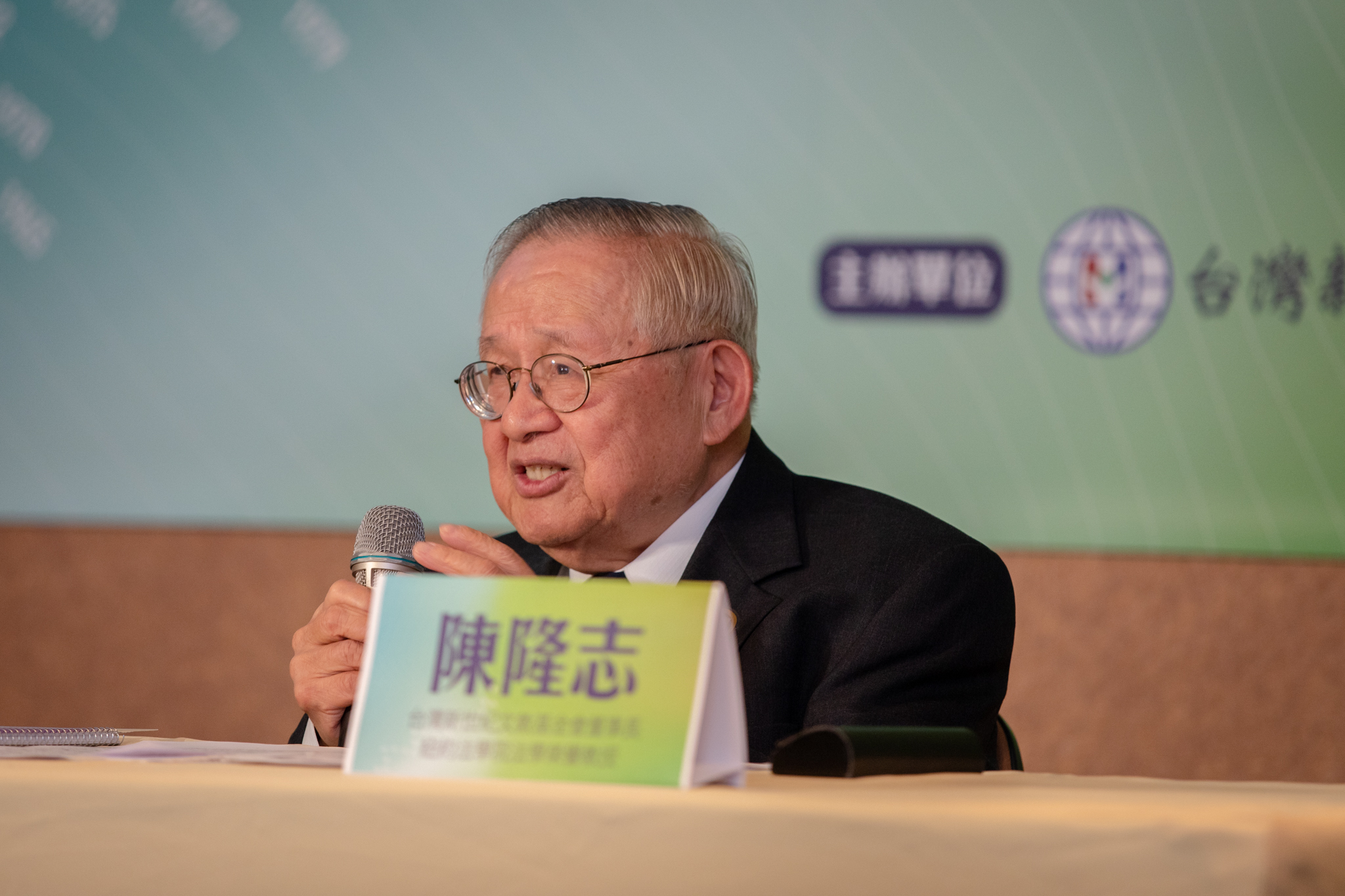
陳隆志

陳隆志（Chen Lung-chu，1935年—），臺灣法學家，旅居美國。紐約法學院榮譽退休教授、台灣新世紀文教基金會創辦人。長年推動台灣獨立運動，曾參與創立臺灣獨立建國聯盟。

## 簡介
陳隆志於1935年生於台南縣麻豆鎮。在臺灣省立臺南第一中學（今國立臺南第一高級中學）以第一名畢業獲保送就讀國立台灣大學法律系，曾為法政學者彭明敏學生。1958年台灣大學法律系第一名畢業，1960年8月到美國留學，獲得西北大學與耶魯大學的法學碩士，耶魯大學法學博士。
陳隆志長年推動台灣獨立運動，其弟陳隆豐是紐約銀行家，也在海外長年資助民主運動，曾任台灣獨立聯盟外交部長。1967年和社會科學學者拉斯威爾合作完成《Formosa, China and the United Nations: Formosa in the World Community》一書，主張公投自決、一台一中，1971年出版中文書《台灣的獨立與建國》（此書啟發了早期島內秘密台獨工作者投入台獨運動）。
其英文著作包括《當代國際法引論》（An Introduction to Contemporary International Law: A Policy-Oriented Perspective）ISBN 9780190227982、《人權與世界公共秩序》（Human Rights and World Public Order）ISBN 9780190882631、《台灣、中國與聯合國》(Formosa, China and the United Nations: Formosa in the World Community （页面存档备份，存于）、The U.S.-Taiwan-China Relationship in International Law and Policy ISBN 9780190601126等；中文著作則有《公民投票與台灣前途》、《當代國際法文獻選集》、《台灣憲法文化的建立與發展》、《台灣的獨立與建國》、《台灣國際法律地位的進化與退化──舊金山和約四十年後》、《台灣國家的進化與正常化》ISBN 978-986-93498-9-5等。

## 荣誉

### 中华民国勋章奖章
- 二等景星勋章（2008年5月13日于台北总统府颁授[3]）

## 外部連結
- 台灣新世紀文教基金會 （页面存档备份，存于）
- Lung-chu Chen & W. M. Reisman, Who Owns Taiwan: A Search for International Title, 81 Yale L.J. (1972) （页面存档备份，存于）
- Chen, Lung-chu, "Taiwan, China, and the United Nations" (1996). Articles & Chapters. 1211. Chapter 13 in The International Status of Taiwan in the New World Order: Legal and Political Considerations at 189-206 (J. Henckaerts, ed., Kluwer Law International, 1996) （页面存档备份，存于）
- Chen, Lung-chu, "Taiwan's Current International Legal Status" (1998). Articles & Chapters. 689. Taiwan’s Current International Legal Status (Symposium: Bridging the Taiwan Strait—Problems and Prospects for China’s Reunification or Taiwan’s Independence) （页面存档备份，存于）
- Chen Lung-chu: battling for UN entry for Taiwan - Taipei Times （页面存档备份，存于）
- The Past and Future of US-Taiwan Relations: A Conversation With Lung-Chu Chen （页面存档备份，存于）
- The U.S.-Taiwan-China Relationship and the Evolution of Taiwan Statehood （页面存档备份，存于）